# Pornografía de incesto
La pornografía de incesto o incestuosa es un género pornográfico que muestra la actividad sexual entre parientes o miembros del mismo núcleo familiar. Puede estar protagonizada por parientes reales, pero el principal tipo de pornografía de este tipo es el fauxcest, que cuenta con actores no emparentados para sugerir una relación familiar. La triada típica sería la de padrastro-madrastra, hijastro-hijastra o hermanastro-hermanastra. Otros roles de este género incluyen personajes con diversos niveles de parentesco, como hermanos, primos hermanos, tíos, padres, hijos, sobrinas y sobrinos. En muchos países, la pornografía incestuosa equivale a pornografía ilegal.

## Historia y legalidad
Podría decirse que el ejemplo más famoso del género es la serie de películas pornográficas Taboo, iniciada en la década de 1980. La primera película de esta serie, protagonizada por Kay Parker, se estrenó en 1980, y ha dado a lo largo del tiempo a numerosas secuelas, varias de las cuales ganaron galardones de cine para adultos en los Premios AVN.
Hay una cantidad considerable de pornografía de incesto en Internet, lo que lleva a algunos a argumentar que puede legitimar o fomentar el incesto en la vida real. Jeffrey Moussaieff Masson ha llegado a afirmar que la pornografía de incesto es "el núcleo mismo de la pornografía, su forma prototípica".

## Porno de incesto de gemelos y hermanos
Desde los gemelos Christy, en la década de 1970, las representaciones de incesto, y en particular de incesto entre gemelos, han sido una característica de la pornografía gay. Aunque los gemelos Christy pueden haber sido hombres no emparentados pero de aspecto similar y algunos gemelos han aparecido juntos en escenas sin contacto sustancial entre ellos, algunos gemelos genuinos han realizado actos sexuales entre sí. Es ilegal en muchas jurisdicciones. Por ejemplo, en Australia está clasificada como "Clasificación denegada" (RC).
La producción de William Higgins Double Czech de 1999 incluía sexo real entre los gemelos Bartok, al igual que la secuela de 2009 entre los gemelos Richter, aunque los hermanos Bartok fueron descritos como "totalmente mortificados" en su escena. No es el caso de otra pareja de gemelos checos, Elijah y Milo Peters, que trabajan juntos sin preservativo tanto en sexo oral como anal para el estudio Bel Ami. Según los informes, en 2010 vivían juntos como una pareja monógama fuera de sus carreras pornográficas y querían seguir trabajando juntos durante otros 50 años. Algunas escenas con los gemelos Peters juntos han tenido que ser reeditadas para obtener la aprobación de los censores de clasificación de películas para su distribución en mercados como el Reino Unido y los Estados Unidos.

## Fauxcest
El término fauxcest es un portmanteau de "faux" (falso) e "incest" (incesto), que a veces se transcribe como "faux-incest" (falso incesto) y a veces se utiliza indistintamente con "family roleplay" (juego de rol familiar) o "fictional incest" (incesto ficticio). Además de las mujeres, sus principales consumidores son las parejas y los millennials. Parte del atractivo del género fauxcest es el deseo de los consumidores de porno de ver contenido tabú y controvertido. En 2016, la popularidad del género había crecido a un ritmo del 1000% desde 2011 y del 178% desde 2014, un repunte que algunos profesionales del sector han atribuido a las consumidoras de porno que buscan en gran medida un contenido que vaya acompañado de una narrativa. Las variaciones de las relaciones fingidas incluyen hermanos, madre-hijo, padre-hija, parientes adoptivos y varios otros.
Una de las razones que explican la tendencia hacia el pseudoincesto frente al incesto consanguíneo real dentro de la ficción es la naturaleza prohibida de las formas consanguíneas, ya que algunos editores se niegan a publicar este tipo de contenido.
En GameLink, una de cada diez compras tenía un tema fauxcestual, y un sociólogo ha dicho que el tema se ha convertido en la corriente principal como lo demuestra su representación en la novela de fantasía y series de televisión como Juego de Tronos, de HBO. Algunas empresas de autopublicación ven este tema como un contenido que muchos lectores y espectadores buscan consumir.